# フランシス・スターンハーゲン
フランシス・スターンハーゲン（Frances Sternhagen, 1930年1月13日 - 2023年11月27日）は、アメリカ合衆国の女優である。

## 来歴
1930年にワシントンD.C.に生まれる。父ジョン・スターンハーゲンは連邦租税裁判所の判事だった一方、パートタイムで歌手としても活動していた。ヴァージニア州の学校へ通った後に、ニューヨーク州にあるヴァッサー大学へ進学。在学中に演劇クラブに所属。所属時にはクラブの部長にも選出されている。大学卒業後は、同じくニューヨークにあるMansfield School of the Theatreとネイバーフッド・プレイハウスで更に演劇を学んだ。
演劇を学んだあとは、女優としてすぐに活動はせずに演劇教師としてマサチューセッツ州にあるミルトン・アカデミーで教壇に立った。1948年に舞台劇『ガラスの動物園』と『ガス塔』で舞台デビューを果たす。1955年には『The Skin of Our Teeth』という作品でブロードウェイデビューも飾った。同年にオフ・ブロードウェイ、テレビデビューも果たして、翌年にオフ・ブロードウェイ劇の同演目においてオビー賞を獲得した。1967年には、ニューヨークの高校を舞台にした青春映画の『下り階段をのぼれ』で映画デビューも果たした。更に1974年には、ニール・サイモンによる舞台『The Good Doctor』へ出演して、トニー賞とドラマ・デスク・アワードの最優秀助演女優賞を獲得。1995年にもトニー賞を獲得し、これまで同賞には5度ノミネートされている。映画デビュー後は、徐々に映画への露出も増えていき、日本でもキャシー・ベイツ、ジェームズ・カーン主演の『ミザリー』において、正義感の強い保安官の妻としても知られている。1981年に出演したSF映画『アウトランド』ではサターン助演女優賞も獲得している。
これまでスティーヴン・キングが原作の作品に起用されたことが多く、これまで『ミザリー』をはじめ、フランク・ダラボン監督の『ミスト』のほか、1995年にはキングの小説『Dolores Claiborne』のオーディオブックの主役も務めている。
2023年11月27日に死去。93歳没。

## 出演作品

### 映画
- 下り階段をのぼれ Up the Down Staircase (1967)
- The Tiger Makes Out (1967)
- ホスピタル The Hospital (1971)
- ふたり Two People (1973)
- 悲愁 Fedora (1978)
- Who'll Save Our Children? (1978) ※テレビ映画
- 結婚ゲーム Starting Over (1979)
- Mother and Daughter: The Loving War (1980)
- アウトランド Outland (1981)
- 夢追いかけて Independence Day (1983)
- ロマンチック・コメディ Romantic Comedy (1983)
- メカノイド2VR Prototype (1983)　※テレビ映画
- ダイニング・ルーム The Dining Room (1984) ※テレビ映画
- 安息の地 Resting Place (1986) ※テレビ映画
- マザー/殺しのリクエスト At Mother's Request (1987) ※テレビ映画
- もういちど Once Again (1987)
- 再会の街/ブライトライツ・ビッグシティ Bright Lights, Big City (1988)
- いくつもの朝を迎えて See You in the Morning (1989)
- コミュニオン/遭遇 Communion (1989)
- Follow Your Heart (1990)
- マージョリーの告白 Sibling Rivalry (1990)
- ミザリー Misery (1990)
- ドク・ハリウッド Doc Hollywood (1991)
- She Woke Up (1992)
- レイジング・ケイン Raising Cain (1992)
- Labor of Love: The Arlette Schweitzer Story (1993)
- Vault of Horror I (1994)
- コン・ラヴァー The Con (1998)
- ニューヨークの亡霊 Curtain Call (1998)
- Landfall (2001)
- The Rising Place (2001)
- ララミー・プロジェクト The Laramie Project (2002)
- Highway (2002)
- ミスト The Mist (2007)
- ジュリー&ジュリア Julie & Julia (2009)
- イルカと少年 Dolphin Tale (2009)

### テレビドラマ
- Studio One (1956 - 1957)
- Goodyear Television Playhouse (1957)
- Play of the Week (1959, 1961)
- The Nurses (1962)
- The Defenders (1964)
- Profiles in Courage (1964)
- For the People (1965)
- Love of Life (1967 - 1968)
- NET Playhouse (1967 - 1971)
- Great Performances (1972, 1974)
- The Andros Targets (1977)
- Spencer (1985)
- チアーズ Cheers (1986 - 1993)
- The Days and Nights of Molly Dodd (1991)
- Golden Years (1991)
- ロー&オーダー Law & Order (1991)
- ハリウッド・ナイトメア Tales from the Crypt (1992)
- ER緊急救命室 ER (1997 - 2003)
- セックス・アンド・ザ・シティ Sex and the City (2000 - 2002)
- クローザー Closer (2006 - 2012)

### 声の出演
- Dolores Claiborne (1995) ※オーディオブック
- ザ・シンプソンズ The Simpsons (2002)